# Новы-Двур-Крулевски
Новы-Двур-Крулевски (пол. Nowy Dwór Królewski) — село, в Куявско-Поморском воеводстве Польши (Хелмненский повят, гмина Папово-Бискупе).
Возникло в средневековье. В селе есть дворец 1875 года.

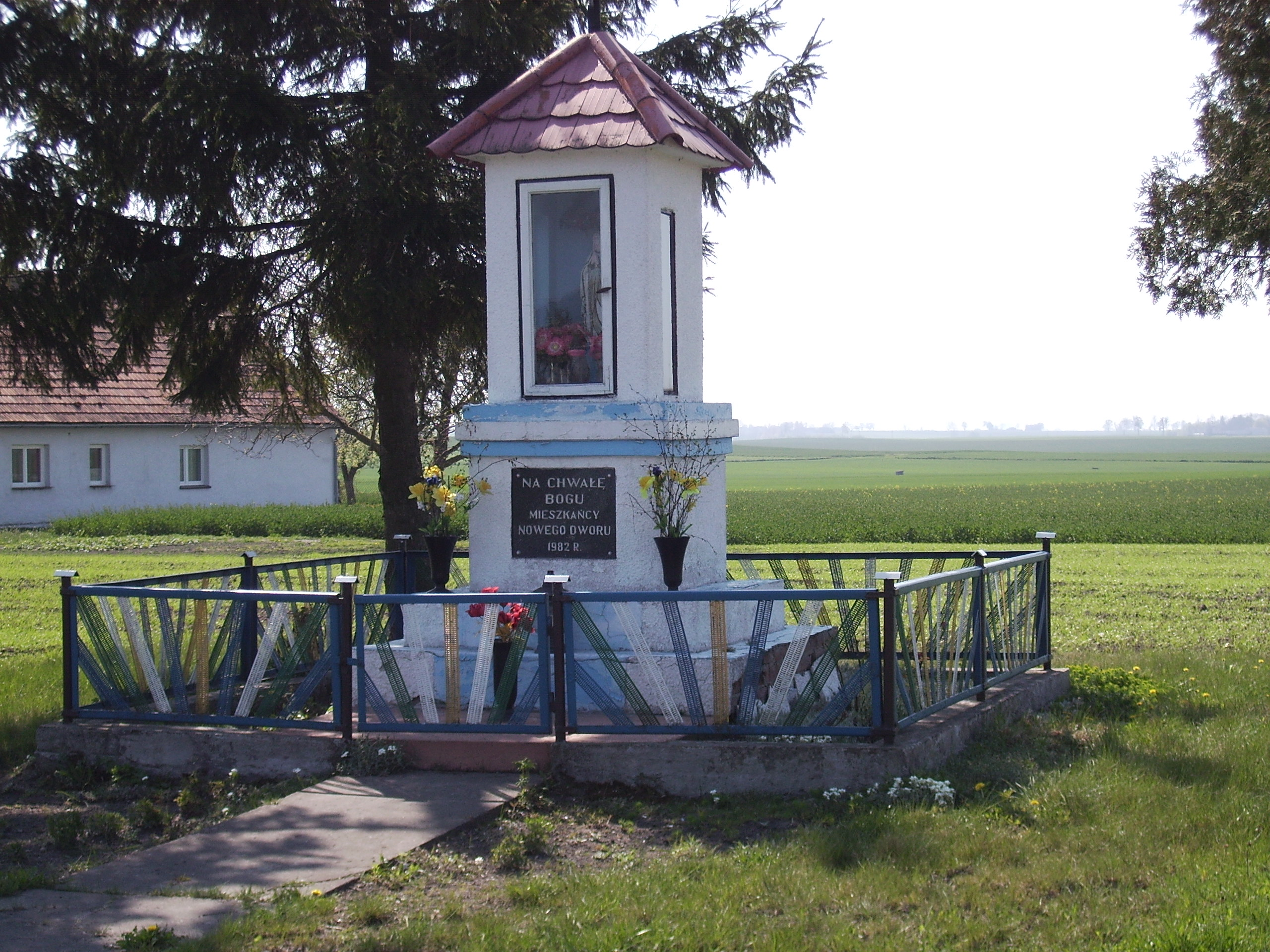
Памятник Марианке